# Trochoidea pseudojacosta
Trochoidea pseudojacosta е вид коремоного от семейство Hygromiidae. Видът е критично застрашен от изчезване.

## Разпространение
Разпространен е в Израел.